# Georges River
Der Georges River ist ein Fluss im Osten des australischen Bundesstaates New South Wales.

## Geographie
Er entspringt im Südwesten von Sydney, rund fünf Kilometer südöstlich der Kohlenbergbaustadt Appin und etwa fünf Kilometer nordwestlich des Lake Cataract. Der Fluss fließt zunächst nach Norden durch Campbelltown, in etwa parallel zur Main Southern Railway. In Liverpool wendet er seinen Lauf nach Osten und durchfließt Sydneys Vororte East Hills, Lugarno, Bangor und Blakehurst. Bei Taren Point mündet er in die Botany Bay und damit in die Tasmansee. Das Liverpool Weir markiert heute die Grenze für das aus dem Meer in den Fluss eindringende Salzwasser.

### Oberlauf
Der Georges River entspringt in der Heidegegend des Wollondilly Shire bei Appin. Durch wilde Sandsteinschluchten fließt der Fluss nach Norden bis zur südlichen Grenze der städtischen Bebauung von Sydney in Glenfield. Dann führt ihn sein Lauf weiter zum Liverpool Weir, wo in das Ästuar des Unterlaufes übergeht. Der Einzugsbereich des Oberlaufes beträgt ca. 360 km² und liegt in den Local Government Areas Wollondilly, Campbelltown und Liverpool.
Das Buschland am Fluss entlang gehört zur ursprünglichsten Vegetation im westlichen Weichbild der Stadt. Von Appin bis Glenfield wurde ein breiter Korridor als Teil der Georges River Regional Open Space Corridor Simmo's Beach Recreation Reserve, der Ingleburn Reserve, der Keith Longhurst Reserve und der Frere's Crossing Reserve geschützt. Alle diese Schutzgebiete sind für die Öffentlichkeit zugänglich.
Im Februar 2007 erhielten die LGAs Campbelltown City und Liverpool City AU-$ 2 Mio. von New South Wales Environment Trust als Teil von deren Urban Sustainability Initiative. Diese Geldsumme sollte den beiden LGAs zusammen mit dem Wollondilly Shire und dem Georges River Combined Councils Committee die Möglichkeiten geben, eine gemeinsame Strategie zur Bewahrung und Wiederherstellung des Einzugsbereiches des Flusses zu entwickeln.

### Nebenflüsse mit Mündungshöhen
- O’Hares Creek – 75 m
- Punchbowl Creek – 50 m
- Bunbury Curran Creek
- Cabramatta Creek
- Prospect Creek
- Salt Pan Creek – 0 m
- Woronora River – 0 m

(Quelle:)

### Seen
Der Georges River besitzt einen künstlichen See mit mehreren Becken in Chipping Norton, einem Vorort von Sydney. Der Chipping Norton Lake entstand durch Sand- und Sandsteingewinnung im 20. Jahrhundert. Heute ist er bei den Bewohnern der südwestlichen Vororte von Sydney beliebt für Wassersport- und andere Freizeitaktivitäten.

### Flussquerungen
Die Brücken über den Georges River (von West nach Ost) sind:
- Captain Cook Bridge (von Sans Souci nach Taren Point), für Autos, Fahrräder und Fußgänger.
- Tom Uglys Bridge (von Blakehurst nach Sylvania), für Autos, Fahrräder und Fußgänger
- Como Rail Bridge im Verlauf der Illawarra Line (von Oatley nach Como), für Züge, Fahrräder und Fußgänger.
- Alfords Point Bridge (von Padstow Heights nach Alfords Point), für Autos, Fahrräder und Fußgänger.
- East Hills Rail Bridge, für Züge.
- Voyager Point Footbridge,  für Fahrräder und Fußgänger.
- Georges River East Bridge im Verlauf der M5 South Western Motorway, für Autos.
- Newbridge Road
- Liverpool Footbridge (Fußweg der alten Eisenbahnbrücke nach Holsworthy).[5]
- Newbridge Road
- Georges River West Bridge im Verlauf der M5 South Western Motorway, für Autos.
- King Falls Bridge[6]

## Geschichte
Den Georges River benannte Gouverneur Arthur Phillip  nach König Georg III. von Großbritannien und Irland.
1795 wurde der Fluss von George Bass und Matthew Flinders auf ihrer Reise auf der Ton Thumb nach ihrer Ankunft in New South Wales erforscht. Ihre Expedition führte zur Gründung von Bankstown.
1836 baute David Lennox mit Hilfe von Sträflingen einen Staudamm in Liverpool, das Liverpool Weir. Der Stausee diente der Trinkwasserversorgung von Liverpool.

## Freizeitnutzung
Der Georges River ist für Freizeitaktivitäten, wie Wasserskifahren und Schwimmen, beliebt. Die Ufer am Unterlauf besitzen viele Buchten, die durch Sandsteinklippen und Hügel gesäumt werden. Viele teure Wohnanwesen sind darauf erbaut.

## Fischfang
Der Georges River ist ein beliebtes Fischwasser. Man findet dort Brachsen, Wittlinge, Yellowtail, Jewfish (Argyrosomus japonicus) und Plattköpfe. Am Fluss gibt es auch etliche kommerzielle Austernfarmen. Am Oberlauf findet man im Sommer viele Barsche, die dann im Winter zum brackigen Unterlauf wandern, um dort zu laichen. Der Zulauf von Abwässern wird sorgsam geregelt, um den Lebensraum im Ästuar zu erhalten.